# Анхель Сепульведа
 Анхель Сепульведа (ісп. Ángel Sepúlveda, нар. 15 лютого 1991, Апацинган) — мексиканський футболіст, нападник клубу «Монаркас» та національної збірної Мексики.

## Клубна кар'єра
Народився 15 лютого 1991 року в місті Мексика. Вихованець клубу «Монаркас Морелія». 19 вересня 2010 року в матчі проти «Атланте» він дебютував у мексиканської Прімері, замінивши у другому таймі Хосе Антоніо Нор'єгу. 13 квітня 2011 року в поєдинку проти «Чьяпаса» Анхель забив свій перший гол за «Морелію». У 2012 році для отримання ігрової практики він на правах оренди перейшов в клуб «Торос Неса» з другого дивізіону Мексики. 1 вересня в матчі проти «Естудіантес Текос» Сепульведа дебютував за нову команду. 24 квітня 2013 року в поєдинку проти «Лобос БУАП» він забив свій перший гол за «Торос Неса».
Влітку того ж року Сепульведа перейшов в «Атланте». 21 липня в матчі проти «Леона» він дебютував за клуб з Канкуна. Через тиждень у поєдинку проти «Веракруса» Анхель забив свій перший гол за «Атланте».
Влітку 2014 року Сепульведа приєднався до «Керетаро», після того, як його команда вилетіла з еліти. 19 липня в матчі проти «УНАМ Пумас» він дебютував за нову команду. У цьому ж поєдинку Анхель забив свій перший гол за «Керетаро». За підсумками сезону Сепульведа допоміг клубу зайняти друге місце в чемпіонаті. 2 березня 2016 року в матчі Ліги чемпіонів КОНКАКАФ проти американського «Ді Сі Юнайтед» він забив гол. У тому ж році виграв з командою Кубок Мексики (Апертура).
До складу клубу «Монаркас» приєднався влітку 2017 року. 

## Виступи за збірну
2 вересня 2017 року дебютував в офіційних іграх у складі національної збірної Мексики в матчі відбіркового турніру до чемпіонату світу 2018 року проти збірної Сальвадору. Він вийшов в стартовому складі і забив гол, поєдинок завершився з рахунком 3:1 на користь мексиканців.
Наступного року складі збірної був учасником розіграшу Золотого кубка КОНКАКАФ 2017 року у США.
Наразі провів у формі головної команди країни 4 матчі, забивши 1 гол.

### Голи за збірну Мексики
| #   | Дата           | Місце                                       | Противник | Рахунок | Результат | Змагання                            |
| --- | -------------- | ------------------------------------------- | --------- | ------- | --------- | ----------------------------------- |
| 01. | 3 вересня 2016 | Естадіо Кускутлан, Сан-Сальвадор, Сальвадор | Сальвадор | 1:2     | 1:3       | Чемпіонат світу 2018 (кваліфікація) |

## Досягнення
- Володар кубка Мексики (1): Апертура 2016
- Переможець Кубка чемпіонів КОНКАКАФ (1): 2025
- Найкращий бомбардир Кубка чемпіонів КОНКАКАФ (1): 2025
- Володар Золотого кубка КОНКАКАФ (1): 2025